# شهرستان انگوت
شهرستان انگوت یکی از شهرستان‌های استان اردبیل ایران است. مرکز این شهرستان، شهر انگوت است.
این شهرستان در تاریخ ۱۶ آذر ۱۳۹۹ از شهرستان گرمی جدا شد و مستقل گردید.

## پیشینه نام
اُنگ در ترکی قدیم به معنی رنگ بوده و با پسوند «اوت» مغولی به صورت جمع درآمده است. این کلمه برای نامیدن قومی ترک که در زمان چنگیز خان در مغولستان داخلی امروزی می‌زیستند، بکار رفته است. انگوت ها از نسل ترکان شاتو بودند.
قبیله انگوت پس از هجوم مغولان به سمت غرب به همراه آنان به آسیای میانه رفتند. نام آن‌ها در میان قبایل خانات بخارا نیز آمده و آبادی‌هایی با نام آن‌ها در آسیای میانه، مغولستان، روسیه، کریمه و ترکیه به وجود آمده است. البته انگوت (Üngüt) در بین مسافران به صورت اون جوت هم تلفظ می‌شده؛ همچنین تصور می‌شود انگوت مکان پیدایش یوحنای کشیش و مکان رویارویی اسلام و مسیحیت بوده باشد.

## موقعیت جغرافیایی
شهرستان انگوت از شمال تا شمال شرقی با شهرستان بیله‌سوار، از شمال غربی با شهرستان اصلاندوز، از غرب با شهرستان‌های کلیبر و هوراند استان آذربایجان شرقی، از شرق با شهرستان گرمی و از جنوب با شهرستان مشگین‌شهر همسایه است.

## تقسیمات کشوری
شهرستان انگوت دارای ۲ بخش، ۴ دهستان و ۲ شهر به شرح زیر است:

### شهرستان انگوت
| بخش    | مرکز بخش | جمعیت بخش ۱۳۹۵ | نام دهستان   | مرکز دهستان   | جمعیت دهستان ۱۳۹۵ | شهر   | جمعیت شهر ۱۳۹۵ |
| ------ | -------- | -------------- | ------------ | ------------- | ----------------- | ----- | -------------- |
| مرکزی  | انگوت    | ۱۴٬۲۵۷ نفر     | انگوت شرقی   | محمدتقی کندی  | ۶٬۷۶۱ نفر         | انگوت | ۲٬۶۴۵ نفر      |
| مرکزی  | انگوت    | ۱۴٬۲۵۷ نفر     | انگوت غربی   | قره‌آغاج پایین | ۴٬۸۵۱ نفر         | انگوت | ۲٬۶۴۵ نفر      |
| دره‌رود | زیوه     | ۶٬۵۱۳ نفر      | دره‌رود شمالی | آقامحمد بیگلو | ۲٬۶۹۳ نفر         | زیوه  | ۱٬۴۱۲ نفر      |
| دره‌رود | زیوه     | ۶٬۵۱۳ نفر      | دره‌رود جنوبی | قره خان بیگلو | ۲٬۴۰۸ نفر         | زیوه  | ۱٬۴۱۲ نفر      |

## جمعیت
بر پایه سرشماری عمومی نفوس و مسکن در سال ۱۳۹۵، جمعیت شهرستان انگوت برابر با ۲۰٬۴۲۸ نفر بوده است.